# Drogenkonsumraum
Drogenkonsumräume (umgangssprachlich auch Fixerstuben, Gifträume, Druckstuben, Druckräume oder Gassenstübli) sind Einrichtungen, die einen risikominimierenden Konsum illegaler Drogen außerhalb der Öffentlichkeit ermöglichen sollen. Bei den konsumierten Stoffen handelt es sich überwiegend um Heroin, Crack, Kokain und deren Derivate, zunehmend auch um synthetische Rauschmittel. Typischerweise haben Konsumierende in den Räumlichkeiten Zugriff auf steriles Spritzbesteck, die Ausgabe von Pflastern, Tupfern und Alkotipps sowie steriler Einweghandschuhe. Das anwesende Personal überwacht die Konsumierenden und kann bei Bedarf (etwa bei Anzeichen einer Überdosis) eingreifen. 

## Drogenpolitische Zielsetzung
Die Ziele der Einrichtungen sind die Akuthilfe bei einer lebensgefährlichen Überdosis durch besonders reines Heroin oder Mischkonsum, Vermeidung von Infektionskrankheiten wie HIV und Hepatitis durch unhygienische Bedingungen beim Konsum der Drogen und die Möglichkeit, durch akzeptanzorientierte Drogenhilfe Schwerstabhängige an weiterführende Hilfsangebote wie Suchttherapien zu vermitteln.
Drogenkonsumräume bieten, um Infektionen mit Krankheiten durch unsauberen Drogenkonsum einzudämmen, den Konsumenten die Möglichkeit, vor dem Spritzen der Drogen ihre Hände und Unterarme gründlich zu waschen und zu desinfizieren, was durch die Bediensteten der Drogenkonsumräume auch ersucht wird und außerhalb dieser in der Regel nicht möglich ist. Ein zentraler Bestandteil vieler Drogenkonsumräume ist auch die Bereitstellung freiwilliger Programme zur Suchtbehandlung oder die Vermittlung zu Suchtkliniken. Alle Angebote der Druckräume können Drogenkonsumenten in der Regel kostenfrei nutzen. Der Besitz der mitgebrachten Substanz zum Eigenverbrauch wird passiv geduldet, sie sind damit Bestandteil der akzeptierenden Drogenarbeit. Inzwischen ist auch die Nutzung durch Substitutionspatienten zugelassen.
Ein wesentlicher Vorteil gegenüber Spritzentausch (die Möglichkeit, benutzte Spritzen gegen frische zu tauschen), Spritzenautomaten und der Verteilung von Naloxon-Präparaten (Medikament, das bei Heroin-Überdosis verabreicht wird), ist die medizinische Aufsicht, die in Notfällen ein Eingreifen erlaubt. Heroin, das auf dem Schwarzmarkt gehandelt wird, unterliegt sehr starken Qualitäts- und somit Konzentrationsschwankungen, sodass es je nach Marktverfügbarkeit zu regelrechten Überdosierungswellen kommt. Die Überprüfung des Wirkstoffgehalts oder unerwünschter Nebenprodukte könnte durch Drug-Checking vorgenommen werden und so diese Gefahr verringern, was aber rechtlich mit der aktuellen Gesetzeslage nicht möglich ist. Inzwischen hat sich der Konsum teilweise zu einem inhalativen Gebrauch verschoben, sodass vermehrt Konsumplätze mit Lüftungsanlage bereitgestellt werden.
Auch die nicht Drogen konsumierende Bevölkerung kann durch Drogenkonsumräume deutlich entlastet werden, da durch diese der Konsum illegaler, harter Drogen in der Öffentlichkeit, etwa in Parkanlagen, auf offener Straße sowie in Verkehrsstationen rückläufig ist. Dies führt wiederum auch dazu, dass dort deutlich weniger benutztes Spritzbesteck, aufgeschnittene Blechdosen und weitere Mittel vorzufinden sind, die zum Konsum der Drogen außerhalb von Drogenkonsumräumen trotz damit verbundener gesundheitlicher Risiken oft verwendet werden. Somit wird auch die damit verbundene Verletzungsgefahr deutlich verringert. Dies setzt jedoch voraus, dass die Räume über entsprechende Öffnungszeiten und qualifiziertes Personal verfügen, was nicht überall gewährleistet werden kann.

## Geschichte
Der weltweit erste Drogenkonsumraum entstand 1986 in Bern. In Zürich, wo es eine große offene Drogenszene gab, folgte man diesem Weg 1994 im Rahmen eines bundesweiten Versuchsprogramms.
Nachdem es zuvor bereits geduldete Einrichtungen in Bremen und Bonn gegeben hatte, entstanden 1994 entstanden in Hamburg und Frankfurt am Main Deutschlands erste legale Drogenkonsumräume. In der Mainmetropole war die Einrichtung das zentrale Instrument einer neuen, pragmatischen Drogenpolitik. Der „Frankfurter Weg“, der im Laufe der Zeit internationalen Modellcharakter gewann, ließ die Zahl der Drogentoten seit Beginn der 1990er Jahre drastisch zurückgehen. Weitere Räume wurden 1997 in Hannover und 1999 in Saarbrücken eröffnet. In Berlin wurde zunächst 2003 das Drogenkonsummobil in Betrieb genommen und im Folgejahr zwei Drogenkonsumräume in den Stadtteilen Moabit und Kreuzberg. 1996 wurden in den Niederlanden die ersten Konsumräume geschaffen (Rotterdam und Arnheim).
Der erste Fixerraum in Nordamerika entstand 2003 in Vancouver unter dem Namen safe injection site. Als Vorbild dienten Amsterdam und Zürich, deren Erfahrungen zuvor eingeholt wurden.
In Österreich kam es 2009 zu politischer und medialer Aufmerksamkeit um die von der Beratungsstelle Kontaktladen geplante Einrichtung eines legalen Fixerraums in Graz, da Suchtgiftmissbrauch als Offizialdelikt zu verfolgen war und sich daraus ein rechtliches Dilemma ergab.

## Rechtliche Situation

### Deutschland
In Deutschland wird der Begriff des Drogenkonsumraumes durch das Betäubungsmittelgesetz in § 10a Abs. 1 BtMG definiert:
„[Eine Einrichtung], in deren Räumlichkeiten Betäubungsmittelabhängigen eine Gelegenheit zum Verbrauch von mitgeführten, ärztlich nicht verschriebenen Betäubungsmitteln verschafft oder gewährt wird“.
Für die Erteilung einer Erlaubnis, einen Drogenkonsumraum einzurichten, regelt der § 10a die Bedingungen. So ist es nicht erlaubt, Minderjährigen oder Erstkonsumenten den Konsum zu ermöglichen. Das Angebot richtet sich also an Schwerstabhängige und dient der Schadensminimierung. Drug-Checking, also die Überprüfung der Substanzen auf gefährliche Streckmittel oder zur Ermittlung des Wirkstoffgehaltes ist laut der aktuellen Gesetzeslage nicht vorgesehen, würde aber die Sicherheit des Konsums deutlich erhöhen. Es ist außerdem nicht gestattet, beim Konsum aktiv zu helfen. Durch das Gesetz ist auch eine Dokumentation und Evaluation der Arbeit in den Drogenkonsumräumen verpflichtend vorgegeben.
Der eigentliche Konsum von Betäubungsmitteln ist nicht verboten, er gilt rechtlich als straffreie Selbstschädigung; das Betäubungsmittelgesetz stellt zwar Anbau, Herstellung, Handel, Einfuhr, Ausfuhr, Veräußerung, Abgabe, Inverkehrbringen, Erwerb, Verschaffen oder Besitz von Betäubungsmitteln unter Strafe, nicht aber den Konsum. Zudem gibt es einige Ausnahmen.
Die Bundesregierung hat also die Rechtsgrundlage geschaffen, sodass die Bundesländer durch Verordnungen die Einrichtung von Drogenkonsumräumen ermöglichen können. Derzeit existieren Erlaubnisverordnungen für den Betrieb von Drogenkonsumräumen in den Bundesländern Baden-Württemberg, Berlin, Bremen, Hamburg, Hessen, Niedersachsen, Nordrhein-Westfalen und Saarland. In Bayern wird die Verabschiedung einer solchen Verordnung entgegen der Forderungen von Bayerischem Städtetag, Bayerischer Landesärztekammer und Drogenhilfeeinrichtungen wie mudra (Nürnberg) oder Condrobs (München) seit Jahren durch die CSU-geführte Regierung verweigert.

### Vereinigte Staaten
In den USA ist die Rechtsmäßigkeit von Drogenkonsumräumen derzeit ungeklärt. 2018 plante die Non-Profit-Organisation Safehouse eine solche Einrichtung in Philadelphia zu eröffnen. Gegner des Projekts verklagten Safehouse, um den Bau zu stoppen; das Verfahren dauert bis heute an (Stand: November 2020). San Francisco verabschiedete Juni 2020 ein Gesetz zur Legalisierung von Drogenkonsumräumen; die Stadt benötigt jedoch noch die Genehmigung des Bundesstaats Kalifornien. Zudem rechnen Befürworter, dass es wie in Philadelphia zu einer bundesrechtlichen Klage kommen wird.

### Australien
In Australien wird die Legalität von Drogenkonsumräumen von den einzelnen Bundesstaaten geregelt. Seit 2010 gibt es eine permanente Einrichtung in New South Wales. In Victoria findet aktuell eine Probephase zur Einrichtung von Drogenkonsumräumen statt.

## Politische Debatten
Der Suchtstoffkontrollrat (INCB) des Büros der Vereinten Nationen für Drogen- und Verbrechensbekämpfung (UNODC) hat über Jahre die Einrichtung von Drogenkonsumräumen als Verstoß gegen UN-Konventionen über psychotrope Substanzen gewertet. Im Mai 2003 besuchte erstmals eine hochrangige INCB-Kommission den Drogenkonsumraum in Münster. Auch in der bundesdeutschen Drogenpolitik bleiben diese Einrichtungen genauso wie die Medikamentenstudie zur opiatgestützten Behandlung (Originalstoffsubstitution, Heroinvergabe) umstritten. Kritiker verweisen auf die Unvereinbarkeit einer repressiven Drogenpolitik mit der Förderung des Drogenkonsums, während Befürworter die sinkenden Drogentotenzahlen und die Zustände beim illegalen Konsum als Grund anführen.
Rechtspolitisch ergeben sich aus der Struktur der passiven Duldung des Besitzes von Betäubungsmitteln einige offene Fragen. Das Legalitätsprinzip verpflichtet Polizisten, einer Straftat regelmäßig nachzugehen. Dies gilt auch für den Besitz von Betäubungsmitteln zum Eigenverbrauch, auch wenn gegebenenfalls eine Einstellung des Verfahrens zu erwarten ist. Da jedoch ein repressives Verhalten der Polizei mit dem niedrigschwelligen Ansatz eines Drogenkonsumraumes am gleichen Ort unvereinbar ist, verpflichten die Landeserlaubnisverordnungen die Polizisten zum aktiven Ignorieren, sofern es nur den Kreis des Besitzes zum Eigenverbrauch angeht.
Die ehemalige Drogenbeauftragte der Bundesregierung Daniela Ludwig (CSU) befürwortet die Einrichtung und Unterhaltung von Drogenkonsumräumen.
Der alternative Drogenbericht 2020, der jährlich erscheint, schlägt vor, sich eher am kanadischen Modell der Overdose Prevention Sites zu orientieren. Diese können mit weniger Personal etabliert werden und dienen allein der Prävention von Todesfällen durch Überdosierung. So wäre auch in kleineren Städten die Gewährleistung einer sicheren Konsumsituation möglich. Der Vorschlag lautet, 1–2 Konsumplätze in bestehenden Einrichtungen zu integrieren und diese als „Einrichtung mit Konsummöglichkeit“ anderen Rechtsgrundlagen zu unterstellen, sodass auch in kleineren Städten eine Realisierung möglich wird. Außerdem stellt der alternative Drogenbericht 2020 die Möglichkeit des Drug-Checkings in Konsumräumen und die Abgabe von Diamorphin zur Diskussion. Dadurch könnten viele negative Folgen von unerwünschten Streckmitteln oder Wirkstoffschwankungen vermieden werden.
Im Jahr 2019 hat die Fraktion die Linke eine kleine Anfrage an die Bundesregierung gestellt und dabei auf die unzureichende Evaluation hingewiesen, die Rechtsverordnungspflicht der Bundesländer hinterfragt und die Weiterentwicklung der Drogenkonsumräume gefordert. In der Antwort verweist die Bundesregierung, vertreten durch das Gesundheitsministerium auf die Verantwortung der Länder und Kommunen, eine Evaluation vorzunehmen.

## Drogenkonsumräume weltweit
2009 gab es 18 Fixerräume in der Schweiz, je 16 in Deutschland und in den Niederlanden sowie seit 2003 zwei in Vancouver als einzige in Kanada sowie einen in Luxemburg.

### Europa 2018
Es gibt in den Berichtsländern der EMCDDA (European Monitoring Center for Drugs and Drug Addiction) 78 Drogenkonsumräume:
- Norwegen: 2 in 2 Städten: Bergen, Oslo
- Dänemark: 5 in 4 Städten: Kopenhagen(2), Aarhus, Vejle, Odense
- Spanien: 13 in 7 Städten: Barcelona (7), Bilbao, Reus, Tarragona, Lleida, Badalona, Sant Adria de Besos,
- Frankreich (seit 2016): Straßburg, Paris
- Niederlande: 31 in 25 Städten
- Luxemburg: 1
- Griechenland: 1[29]
- Irland, Portugal: Verbreitung von Einrichtungen, Umsetzung 2018 und 2019 (Stand 2018)
- Belgien: Empfehlungen
- Schweiz: 12

### Deutschland
Im Juli 2021 gibt es in Deutschland 28 Drogenkonsumräume in den Flächenbundesländern Baden-Württemberg(1), Saarland(1), Hessen(4), Nordrhein-Westfalen(11, davon 1 mobile Konsumeinrichtung) und Niedersachsen(1), sowie in den Stadtstaaten Bremen(1), Hamburg(5) und Berlin(6). Der im Dezember 2019 in Karlsruhe eröffnete Drogenkonsumraum ist der erste in Baden-Württemberg, wofür eine eigene Landesverordnung erlassen wurde. Er ist an ein bestehendes Drogenhilfeprojekt angegliedert und befindet sich in der Kriegsstraße. Er ergänzt das bereits bestehende Angebot eines Alkoholkonsumraums in der Südstadt. Obwohl es in Bayern seit Jahren eine hohe Anzahl an durch Drogenkonsum verstorbene Personen gibt, wird die Einrichtung eines Drogenkonsumraums seit vielen Jahren von der CSU-geführten Landesregierung abgelehnt. In Nürnberg setzt sich die regierende Koalition aus SPD und CSU für die Gründung eines Drogenhilfezentrums mit Konsummöglichkeit ein. Eine von den Drogenhilfeeinrichtungen mudra und Condrobs in Nürnberg und München initiierte Umfrage unter Drogenkonsumenten ergab einen deutlichen Bedarf an sicheren Einnahmegelegenheiten. Von 269 Befragten Drogenkonsumenten gaben 236 (88 %) die Antwort, einen Drogenkonsumraum aufsuchen zu wollen, davon 182 (68 %) täglich. In München wurde jüngst die Einrichtung eines Drogenkonsumraums durch die CSU-geführte Landesregierung verhindert, obwohl die CSU auf kommunaler Ebene der Einrichtung zustimmt.
Am 7. September 2020 wurde in Bremen, wo sich die Drogenszene um den Hauptbahnhof konzentriert, ein Projekt auf einem abgezäunten Platz mit Containern realisiert. Dieses steht allerdings in Kritik die ohnehin marginalisierten Personen in einen umzäunten Bereich abzudrängen und sie so aus dem öffentlichen Leben auszuschließen.
In Berlin und Köln sind zwei Anlaufstellen als mobile Einrichtungen (Drogenkonsummobil) realisiert.
Seit März 2020 können in Drogenhilfeeinrichtungen nach Änderung der Rechtsgrundlage auch Schnelltest auf die Infektion mit HIV, Hepatitis B und Hepatitis C durchgeführt werden.
In Hamburg existiert eine Hilfeeinrichtung für Frauen, die auch einen Drogenkonsumraum anbietet.
Aufgrund der Corona-Pandemie wurde im Jahr 2020 im Hamburger Drob Inn der Zugang zur Substitutionstherapie angeboten. In Bielefeld bietet ein Arzt Zweigsprechstunden in einer Drogenberatungsstelle und in einer Einrichtung mit Konsummöglichkeit an und vermittelt Substitutionsplätze.

### Schweiz
Der erste Drogenkonsumraum der Welt entstand 1986 in der Münstergasse in Bern und existiert auch heute noch, befindet sich aber inzwischen in der Hodlerstraße.
In Zürich wurde der erste Drogenkonsumraum 1994 eröffnet. Die Eröffnung war die Folge einer viele Jahre andauernden Vertreibungspraxis der örtlichen Drogenszene durch die Polizei, wodurch sich nur immer wieder neue Treffpunkte der offenen Drogenszene bildeten. Der Höhepunkt dieser Szenebildung ereignete sich im Park "Platzspitz" in der Nähe des Hauptbahnhofes, wo sich zeitweise bis zu 1500 Personen, wovon ca. 200 bis 300 Drogenhändler waren, einfanden. Der Park zog Personen aus der gesamten Schweiz aber auch aus anderen Ländern an. Drogenhilfeeinrichtungen zur medizinischen Versorgung, die auch sterilisierte Spritzen abgaben, sowie Methadon-Programme wurden eingerichtet, um die Verelendung und AIDS-Infektionen einzudämmen. Die Probleme der offenen Szene blieben aber bestehen.
Nach der Schließung und Vertreibung aus dem Park "Platzspitz" ließ sich die Szene im Gebiet unter der Kornhausbrücke am Bahnhof Letten nieder, wo die Probleme durch Spritzenmüll anhielten. Die offene Drogenszene schadete Zürichs Ruf als Finanzmetropole und setzte die Politik zunehmend unter Druck, wodurch neue Wege gesucht wurden, um mit der Drogenszene umzugehen. Die Folge war die Einführung der akzeptierenden Drogenarbeit, die die Einrichtung der ersten Drogenkonsumräume zur Folge hatte.
Im Jahr 2018 gibt es in der Schweiz insgesamt 12 Drogenkonsumräume in 8 Städten: Luzern, Genf, Schaffhausen, Zürich, Bern, Biel, Solothurn und Basel.
In Lausanne wurde noch im Jahr 2018 ein weiterer Drogenkonsumraum eröffnet.

### Australien
Die Staatsregierung von New South Wales richtete 2001 probeweise einen Drogenkonsumraum in Sydney ein; 2010 bekam dieser eine unbefristete Daseinsgenehmigung. In Victoria wurde in der Hauptstadt Melbourne ebenfalls 2018 ein Konsumraum zur Probe genehmigt; 2020 wurde die Probezeit um drei Jahre verlängert und ein zusätzlicher Standort genehmigt.

## Evaluation in Deutschland
Es besteht eine rechtliche Verpflichtung, die Einrichtungen regelmäßig zu evaluieren. Die Einrichtung von Drogenkonsumräumen wurde in Deutschland vielfach wissenschaftlich begleitet, so dass Aussagen über die Auswirkungen getroffen werden können. Jedoch hängen die konkreten Auswirkungen von der konkreten Ausgestaltung des jeweiligen Drogenkonsumraums (z. B. Einbindung in die anderen Strukturen der Drogenarbeit und Sozialarbeit, Lage, Situation der lokalen Drogenszene etc.) ab.

### Berlin

#### Berichtsjahr 2005
- Die Akzeptanz der Drogenkonsumräume im Wohnumfeld war mit 70 bis 80 Prozent Zustimmung relativ hoch. Als Hauptursache wurde genannt, dass die (im Vorfeld vielfach befürchtete) Ausweitung der Szenebelastung nahe der Konsumräume vermieden wurde.
- Die Zahl der Nutzer der Drogenkonsumräume war relativ gering und betrug nur rund 15 Prozent der geschätzten Konsumenten harter Drogen. Auch gelang es nicht, Nutzer neu anzusprechen, die von der bisherigen Drogenarbeit nicht erfasst wurden. Andere Zahlen gehen von 8000 Opiatabhängigen in Berlin aus. Im ersten Jahr wurden in den 2004 eröffneten Konsumräumen insgesamt 566 Nutzer registriert.
- Die Nutzer geben als Vorteil primär die Vermittlung gesundheitsbezogener Inhalte und medizinische Behandlungen an. Darüber hinaus erklärte ein Drittel der Nutzer, zur Aufnahme weiterführender Hilfen motiviert worden zu sein.
- Bei einer Befragung von Nichtnutzern wurden als auf die Konsumräume bezogene Gründe genannt: Unpassende Öffnungszeiten (44,4 %), Ablehnung von Konsum unter Aufsicht (31,5 %), Ablehnung von Konsum unter Anwesenheit anderer Konsumenten (27,8 %), Ablehnung von Beantwortung vieler Fragen (25,9 %). Diese Aussagen lassen die Frage offen, ob es nicht auch Möglichkeiten gäbe, diskretere und anonymere sichere Konsumgelegenheiten zu schaffen.

Aufgrund der Evaluation kam es zu erweiterten Öffnungszeiten und zur Erweiterung des Angebots in Bezug auf Beratungsangebote.

#### Berichtsjahr 2007
Bis Juni 2007 konnten insgesamt 40.072 Konsumvorgänge in den Berliner Konsumräumen Birkenstube, SKA und Konsummobil dokumentiert werden. Da es bis 2006 unterschiedliche Zählweisen gab (Einzelner Konsumvorgang oder lediglich der Zugang zu den Konsumplätzen), gibt es eine gewisse Ungenauigkeit in der Anzahl der Konsumvorgänge. Im Juni 2007 verzeichnete der Konsumraum Birkenstube 160 Nutzer und 1118 Konsumvorgänge, was die bis dahin höchsten Werte waren (stetiger Anstieg). Im Konsumraum SKA wurden imi Juni 2007 62 Nutzer und 248 Konsumvorgänge aufgenommen, was in etwa dem Niveau der vorherigen 12 Monate entspricht. Das Konsummobil dokumentierte im Juni 2007 451 Konsumvorgänge von 87 Klienten, was dem Niveau der vorherigen 4 Monate entspricht.
Im Jahr 2005 wurden in Berliner Einrichtungen 30 Drogennotfälle festgestellt, im Jahr 2006 27 Fälle und im Jahr 2007 bis Juni 30 Drogennotfälle verzeichnet. Dazu muss erwähnt werden, dass sich die Nutzungszahlen in dem Zeitraum deutlich gesteigert haben.
Bei der erneuten Befragung von Nutzern wurden die Öffnungszeiten mit der Schulnote 3,6 besser als noch 2004 (4,3) bewertet.

#### Berichtsjahr 2015
Im Mai 2014 wurden die Öffnungszeiten erneut verlängert. Es gibt weiterhin zwei stationäre Drogenkonsumräume und das Konsummobil.
Die Untersuchung benennt eine Verdopplung der Konsumvorgänge von 10.566 im Jahr 2012 auf 21.310 im Jahr 2014 (2013: 13.355). Ebenso stieg die Anzahl der Nutzer an: 2012 wurden 861 verschiedene Klienten registriert, 2013 waren es 927 Klienten und im Jahr 2014 waren es 1.297. 2012 ereigneten sich 9 Drogennotfälle in den Einrichtungen, 2013 21 und 2014 53. Bei der Befragung von Mitgliedern der Drogenszene (n=200) gaben 83 Personen an, Drogenkonsumräume zu nutzen. Allerdings hatten nur 138 Personen eine in Drogenkonsumräumen zugelassene Substanz als Hauptdroge angegeben. Die Nutzung eines Drogenkonsumraums wirkte sich positiv auf das Verhalten der Klienten aus: 56 % der Befragten gab an, weniger in der Öffentlichkeit zu konsumieren, 38 % der Befragten finden, dass sie durch die Nutzung mehr auf ihre Hygiene achten, 38 % gaben an mehr Zeit zum Ausruhen haben und 18 % der Befragten gaben an, weniger Drogen zu konsumieren, seit sie den Drogenkonsumraum nutzen.
Befragte Nutzer eines Konsumraums gaben zu 60 % an, weniger im öffentlichen Raum als im Druckraum zu konsumieren, 34 % gaben an, häufiger in der Öffentlichkeit zu konsumieren als im Druckraum. Frauen konsumieren deutlich häufiger zu Hause als Männer. Moniert wurden wieder die unzureichenden Öffnungszeiten. Besonders Nutzer des Drogenkosummobils würden es öfter nutzen, wenn die Öffnungszeiten ausgeweitet würden.
Bei den Nichtnutzern wurden die Gründe erfragt. Der häufigste Grund ist eine Substitutionsbehandlung, was den Zutritt zum Konsum von anderen Drogen ausschließt. Der zweithäufigste Grund ist die Präferenz zum Konsum zu Hause, die bei Frauen deutlich stärker ausgeprägt ist (74 % der Frauen). Am dritthäufigsten ist der Grund zu kurzer Öffnungszeiten, gefolgt von mangelnder Anonymität.
Weiterhin werden die Öffnungszeiten als nicht ausreichend bewertet und ein Großteil der Nutzer würde ihn häufiger besuchen, wenn die Öffnungszeiten ausgeweitet würden. Die Befragung von Mitarbeitenden und Nutzer ergab außerdem folgende Vorschläge zur Weiterentwicklung von Drogenkonsumräumen:
- Verlängerte Öffnungszeiten
- Zugang auch für Menschen in Substitutionsbehandlungen (Diese Forderung konnte inzwischen rechtlich umgesetzt werden)
- Verbesserung der Angebote mit stärkeren personellen Kapazitäten und finanziellen Ressourcen
- Rotation und intensive Zusammenarbeit zwischen Pflege- und Sozialarbeitskräften
- Veränderung von mobilen zu stationären Drogenkonsumräumen: Das Beispiel „Stuttgarter Platz“ (Hier wurde eine mobile Station des Konsummobils geschaffen, die den Bedarf nicht decken konnte)
- Dezentralisierung bzw. Ausdehnung des Angebots Drogenkonsumraum (z. B. Integration von Einzelplätze in bestehende Drogenhilfeeinrichtungen mit Zugang nur für bestimmte Nutzer)
- Drogenkonsumraum inkl. Injektions- als auch Rauchraum von Frauen für Frauen (Im Erhebungszeitraum 2012–2014 sind nur 14–16 % der Nutzer Frauen)
- Erweiterung der Zugangsvoraussetzungen zum Drogenkonsumraum durch anonyme Nutzung
- Förderung des Konsummusters von intravenös zu inhalativ (inhalativer Konsum birgt ein geringeres Infektionsrisiko, allerdings erfordert er geeignete Konsumplätze mit Absaugungsanlagen)
- Einführung von Drug-Checking-Modellen auch für Drogenkonsumräume

Einen Überblick über die Nutzung und die Anzahl der Notfälle gibt der Sachbericht 2013/2014.

### Nordrhein-Westfalen

#### 2019
Laut des Jahresberichts 2019 – Drogenkonsumräume in Nordrhein-Westfalen, herausgegeben von der Landesstelle Sucht NRW wurden in den 10 Drogenkonsumräumen Nordrhein-Westfalens insgesamt 298.940 Konsumvorgänge erfasst. Davon wurden 258.369 von Männern und 40.571 von Frauen durchgeführt. Die Anzahl der Konsumvorgänge ist im Vergleich zum Vorjahr um rund 10 % angestiegen. Im Jahr 2019 kam es in 301 Fällen nach dem Drogenkonsum zu physischen und psychischen Beeinträchtigungen nach dem Substanzgebrauch in den Einrichtungen. 54 Fälle betrafen Frauen und 247 Fälle Männer. Die Anzahl dieser Drogennotfälle entspricht 0,1 % der gesamten Konsumvorgänge. In 10 Fällen wurden sofortige Wiederbelebungsmaßnahmen eingeleitet, in 139 Fällen wurde ein Notarzt hinzugerufen und in 139 wurden die Klienten in ein Krankenhaus gebracht.
| Stadt      | Konsumplätze | Konsumplätze | Konsumplätze | Durchschnittliche Besucher im Monat                             | Durchschnittliche Konsumvorgänge im Monat |
|            | variabel     | intravenös   | inhalativ    |                                                                 |                                           |
| ---------- | ------------ | ------------ | ------------ | --------------------------------------------------------------- | ----------------------------------------- |
| Bielefeld  |              | 8            | 14           | ca. 194 unterschiedliche Personen                               | ca. 3.376                                 |
| Bochum     |              | 5            | 5            | ca. 150                                                         | ca. 1.400                                 |
| Bonn       |              | 5            | 3            | ca. 200                                                         | ca. 1.800                                 |
| Dortmund   |              | 8            | 15           | 250–300/Tag, 350/Wochenende; 2019 737 unterschiedliche Personen | ca. 4.500                                 |
| Düsseldorf | 2            | 5            | 3            | ca. 405                                                         | ca. 5.520                                 |
| Essen      |              | 8            | 5            | ca. 200                                                         | ca. 3.000                                 |
| Köln       | 3            |              |              | ca. 34 unterschiedliche Personen                                | ca. 880                                   |
| Köln mobil | 4            |              |              | Dezember 2019: 71 (Gründungsmonat)                              | 309 (Gründungsmonat)                      |
| Münster    |              | 4            | 2            | ca. 160                                                         | ca. 1.650                                 |
| Troisdorf  |              | 4            |              | ca. 80–100                                                      | ca. 80                                    |
| Wuppertal  |              | 5            | 6            | Keine Erhebung                                                  | ca. 2.200                                 |

#### 2020
Erstmals fließen auch die Zahlen der mobilen Konsumeinrichtung in Köln mit ein. Im Jahr 2020 wurden in den 11 Drogenkonsumräumen Nordrhein-Westfalens insgesamt 235.272 Konsumvorgänge gezählt. Davon wurden 206.483 von Männern und 28.789 von Frauen durchgeführt. Es kam zu 280 Notfällen, von denen 129 notärztlich versorgt wurden und 96 eine Weiterbehandlung in einem Krankenhaus erforderten. Die Konsumvorgänge sind im Vergleich zum Vorjahr stark gesunken, was auf Schließungen und veränderte Verfügbarkeiten während der Corona-Pandemie zurückzuführen ist.

### Frankfurt
Alle vier Drogenkonsumräume Hessens befinden sich in Frankfurt.
Mit 183.605 Konsumvorgänge im Jahr 2019 sank die Anzahl um 3 % im Vergleich zum Vorjahr. Von den 4.152 Nutzern (Dopplungen in den Einrichtungen wurden korrigiert) im Jahr 2019 waren 3.553 Personen (86 %) männlich und 599 Personen (14 %) weiblich.
Die Anzahl der Nutzer ist gegenüber dem Vorjahr um 371 Personen (8 %) deutlich zurückgegangen.
Im Jahr 2019 ereigneten sich 386 Notfälle, von denen 80 (21 %) ausreichend durch die Mitarbeiter der Einrichtungen versorgt werden konnten. In 306 (79 %) der Notfälle war es erforderlich, einen Rettungsdienst oder Notarzt zu rufen. 248 (64 %) dieser Notfälle konnten durch den Rettungsdienst und Notarzt vor Ort ausreichend behandelt werden. Bei 58 (15 %) Notfallsituationen wurde eine Einweisung in ein Krankenhaus notwendig, was 25 (6 %) der Klienten zuließen. Das heißt, 33 (9 %) Notfallpatienten konnten auf eigenen Wunsch nicht adäquat behandelt werden.
Bei der Notfallversorgung wurden folgende Maßnahmen eingesetzt: Vitalfunktionskontrolle (85 %), Beatmung (79 %), Kreislaufstabilisierung (48 %), Gabe von Sauerstoff (45 %), Gabe von Naloxon (44 %), sonstige (9 %).
| Konsumraum    | Konsumplätze | Konsumplätze | Konsumplätze | Besucher im Jahr 2019              | Konsumvorgänge im Jahr 2019 |
| Konsumraum    | variabel     | intravenös   | inhalativ    | Besucher im Jahr 2019              | Konsumvorgänge im Jahr 2019 |
| ------------- | ------------ | ------------ | ------------ | ---------------------------------- | --------------------------- |
| Niddastraße   |              | 12           | 4            | 2.592                              | 86.852                      |
| Elbestraße    |              | 10           | 5            | 2.175                              | 76.752                      |
| Schielestraße | 2            | 6            |              | 388                                | 8.499                       |
| La Strada     |              | 7            |              | 940                                | 11.502                      |
| Gesamt        | 2            | 35           | 9            | 4.152 (Dopplungen herausgerechnet) | 183.605                     |

Das Center for Drug Research (CDR) der Goethe-Universität Frankfurt am Main gibt zweijährig die MoSyD SZENESTUDIE – Die offene Drogenszene in Frankfurt am Main heraus. Die alle zwei Jahre erfolgende Befragung von 150 Angehörigen der offenen Drogenszene in Frankfurt fand zuletzt im Jahr 2018 statt. Der aktuellste Bericht darüber stammt das aus dem Jahr 2019. 59 % der Befragten haben mindestens einmal eine Überdosis erlebt. Eine in den letzten drei Jahren vor der Befragung überlebte Überdosierung wurde nach eigener Einschätzung der Betroffenen in 39 % der Fälle von Heroin und in 24 % der Fälle von Kokain ausgelöst. Für die in den letzten 3 Jahren überlebten Überdosierungen wurde in 76 % der Fälle am Tag Heroin eingenommen (auch als Mischkonsum). Hauptgründe für eine Überdosierung sind schwankende Konzentrationen, Mischkonsum und geringere Toleranz nach Abstinenz, zum Beispiel auch nach einem Gefängnisaufenthalt. In 38 % der Fälle wurde die Überdosierung in einem Konsumraum erlebt, 29 % auf der Straße und 20 % im privaten Raum. Die Betroffenen erhielten in 46 % der Fälle notärztliche Hilfe, in 41 % der Fälle Hilfe durch Personal eines Drogenkonsumraums und in 33 % der Fälle Hilfe von anderen Konsumenten.
Als überwiegenden Ort für intravenösen Konsum gaben 69 % einen Drogenkonsumraum an, 18 % die Straßen im Bahnhofsviertel, 8 % private Räume wie das eigene Zuhause und 6 % Straßen außerhalb des Bahnhofsviertels. Für den inhalativen Gebrauch von Crack gaben 63 % der Befragten als überwiegenden Ort die Straßen im Bahnhofsviertel an, 18 % private Räume oder Zuhause, 13 % Drogenkonsumräume und 8 % Straßen außerhalb des Bahnhofsviertels.
59 % der Befragten geben an, in den letzten 3 Monaten einen Druckraum (intravenöser Konsum) genutzt zu haben, 53 % sogar wöchentlich. 42 % der Befragten nutzte in den vergangenen 3 Monaten vor der Befragung einen Rauchraum (inhalativer Konsum) und zwar wöchentlich (ebenfalls 42 %).

### Karlsruhe
Innerhalb des ersten Jahres, nach Eröffnung am 6. Dezember 2019, zählte der Drogenkonsumraum in Karlsruhe 1366 Konsumvorgänge von über 100 Personen. Es gab 4 Drogennotfälle, die durch die geleistete medizinische Hilfe glimpflich verlaufen sind. Probleme im Umfeld, wie eine Szenebildung oder Störung der Anwohner, wurden nicht festgestellt.

### 8. Alternativer Drogen- und Suchtbericht 2021
Im 8. Alternativen Drogen- und Suchtbericht 2021 ist nachzulesen, dass in 30 Jahren nur 2 Todesfälle in den Drogenkonsumräumen zu verzeichnen waren, die auf gravierende Vorerkrankungen zurückzuführen sind. Im Schnitt wird in den Einrichtungen im Bundesgebiet Deutschland jährlich bei ca. 1000 lebensbedrohlichen Drogennotfällen medizinische Hilfe geleistet.